# Паунд, Гай Маршалл
Гай Маршалл Паунд (англ. Guy Marshall Pound; 2 апреля 1920, Портленд, Орегон, США — 11 мая 1988, Кресент-Сити, Дел-Норт, Калифорния, США) — американский инженер, профессор, работал в Технологическом институте Карнеги.

## Биография
В 1962 в со-авторстве с Йенсом Лоте модифицировал классическую теорию нуклеации. Является автором целого ряда книг, как самостоятельно, так и в со-авторстве, по теме физики металлов. Похоронен на Католическом кладбище Святого Иосифа в Кресент-Сити.

## Публикации
- Паунд Г. М. A Study of Fluid Flow in Models of Butyl Rubber Reactors. 1944.
- Паунд Г. М. Electrochemical Separations in Non-aqueous Solutions. 1952.[4]
- Паунд Г. М. Heterogeneous Nucleation of Crystals from Vapor. 1954.
- Хирст Д. П., Паунд Г. М. Evaporation of Metal Crystals, 1956.
- Хирст Д. П., Паунд Г. М. Condensation and Evaporation: Nucleation and Growth Kinetics. 1963.[5]
- Хирст Д. П., Паунд Г. М. Испарение и конденсация. Металлургия, 1966.